# Juan López Reina
Juan López Reina (El Coronil, 17??-18??) fue un escribano y político español.

## Diputado de las Cortes de Cádiz
Fue diputado por Sevilla durante las Cortes de Cádiz y destacó por su defensa del absolutismo. En la sesión celebrada el 3 de febrero de 1814 dijo, para escándalo de los diputados constitucionalistas: 

«cuando nació el señor don Fernando VII, nació con un derecho a la absoluta soberanía de la nación española, y cuando por abdicación del señor don Carlos IV obtuvo la corona, quedó en propiedad del ejercicio absoluto de Rey y Señor».

Estas palabras provocaron un gran alboroto en las Cortes, pero Reina continuó diciendo: 

«Luego que restituido el señor don Fernando VII a la nación española vuelva a ocupar el trono, indispensable es que siga ejerciendo la soberanía absoluta desde el momento que pise la raya...».

Tras pronunciar estas palabras contrarias a la Constitución de 1812, fue expulsado de la cámara. A pesar de su inviolabilidad como diputado en virtud de la Constitución, se acordó que fuese juzgado por sus palabras, lo que no se llegó a producir por haberse Reina ausentado u ocultado.
En 1814 redactó, junto con Bernardo Mozo de Rosales, el llamado Manifiesto de los Persas, suscrito por 69 diputados de las Cortes, que Mozo Rosales habría de llevar a Valencia para entregárselo a Fernando VII.
Fue padre de María Josefa López de Osuna (casada con el capitán de Infantería Antonio Moscoso y Cordón) y abuelo materno del abogado y político carlista Juan Manuel Moscoso y López.